# لبتیموناس
لبتیموناس (به انگلیسی: Lebetimonas) یک سرده باکتری از خانواده ناتیلیاسه (Nautiliaceae) است.   